# Aïssata Coulibaly
Aïssata Coulibaly  est une joueuse de football malienne née le 13 mai 1985 à Bamako, évoluant au poste de défenseure latérale. Elle a joué au RC Saint-Étienne et en équipe du Mali féminine.